# Allodessus bistrigatus
Allodessus bistrigatus là một loài bọ cánh cứng trong họ Bọ nước. Loài này được Clark miêu tả khoa học năm 1862.

## Hình ảnh

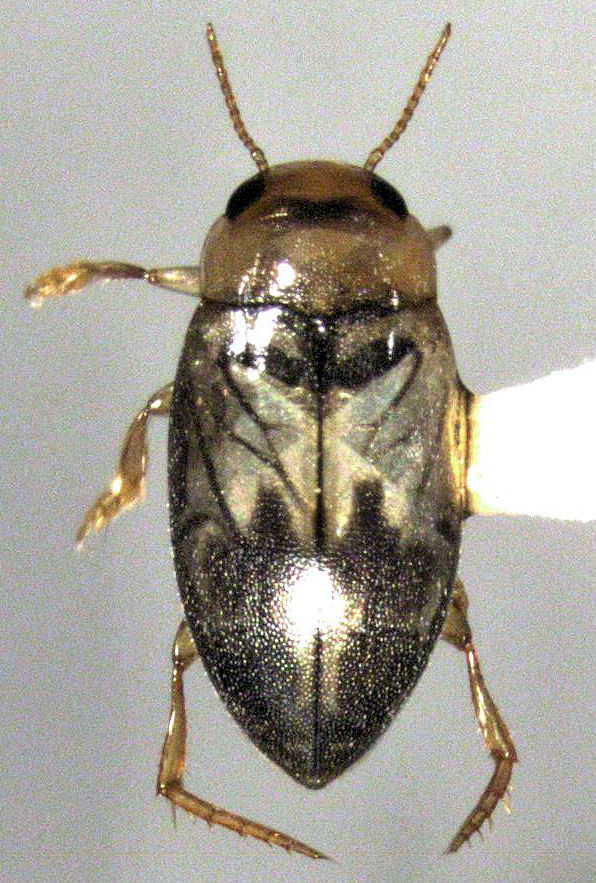